# حسين الشيخ (سياسي)
حسين شحادة محمد الشيخ (14 ديسمبر 1960 في رام الله – ) سياسي فلسطيني، ينتمي إلى حركة التحرير الوطني الفلسطيني، شغل منصب رئيس الهيئة العامة للشؤون المدنية الفلسطينية برتبة وزير حتى 20 فبراير 2025. وكان الشيخ أسيرًا في سجون الإحتلال الإسرائيلي طيلة 11 سنة تقريبآ، وبقرار صدر من محمود عباس رئيس دولة فلسطين ورئيس اللجنة التنفيذية لمنظمة التحرير الفلسطينية، كُلف حسين الشيخ بمهام أمين سر اللجنة التنفيذية للمنظمة، بتاريخ 25 مايو 2022 ولغاية 26 ابريل 2025. صادقت اللجنة التنفيذية لمنظمة التحرير الفلسطينية على قرار الرئيس محمود عباس بتعيين حسين الشيخ نائباً لرئيس دولة فلسطين، خلال جلستها التي عقدت في رام الله. ويأتي هذا التعيين استناداً إلى التعديل القانوني الذي أقره المجلس المركزي الفلسطيني في دورته الثانية والثلاثين، ويُعد حسين الشيخ أول نائب لرئيس دولة فلسطين.

## العمل السياسي
- رئيس الهيئة العامة للشؤون المدنية برتبة وزير 2019 - حتى 20 فبراير 2025.
- عضو اللجنة المركزية لحركة فتح 2016 – حتى الآن.
- رئيس لجنة التنسيق المدنية العليا (CAC) سابقًا.
- رئيس فخري لنادي شباب البيرة الرياضي.
- عضو في لجنة الحوار الوطني الفلسطيني في ملف المصالحة (2017)
- عضو اللجنة المركزية لحركة فتح، منتخب في المؤتمر العام السادس (2008)
- أمين السر المنتخب - حركة فتح - الضفة الغربية. (1999)
- عقيد في قوات الأمن الوقائي لمدة سنة (1994-1995)
- من مؤسسي اللجان السياسية في الضفة الغربية وقطاع غزة بعد التوقيع على اتفاقية أوسلو. 1993
- عضو في القيادة الوطنية الموحدة الإنتفاضة الفلسطينية الأولى 1988
- أصبح عضوًا في اللجنة التنفيذية لمنظمة التحرير الفلسطينية بعد عقد المجلس المركزي الفلسطيني دورته الحادية والثلاثين في مقر الرئاسة الفلسطينية بمدينة البيرة في فبراير 2022.[8]
- صادقت اللجنة التنفيذية لمنظمة التحرير الفلسطينية، السبت 26 أبريل 2025، على تعيين حسين الشيخ، "نائباً لرئيس اللجنة التنفيذية لمنظمة التحرير الفلسطينية رئيس دولة فلسطين".